# Stefano Arduini
Stefano Arduini (Pesaro, 4 dicembre 1956) è un linguista italiano.

## Biografia
È professore ordinario di  Linguistica all'Università di Roma Link Campus dove dirige il DAMS.  Insegna Teoria della Traduzione all'Università di Urbino. È presidente della Fondazione Unicampus San Pellegrino di Rimini.
Dal 2005 è profesor honorario della Universidad Nacional Mayor de San Marcos di Lima in Perù. È stato profesor visitante nell'Università di Alicante e nell'Università Autonoma di Madrid in Spagna.
È "senior advisor" del "Nida Institute for Biblical Scholarship" e condirettore della Nida School of Translation Studies.
Con Ilide Carmignani organizza dal 2003 le "Giornate della Traduzione Letteraria".

## Pubblicazioni
- Sulla conversazione. Una prospettiva integrata di analisi linguistica, Pesaro, Flaminia, 1988.
- Linguistica e scienze del linguaggio, Pesaro, Nobili, 1989. ISBN 88-85162-00-2.
- Il ritorno del testo. Note sulla "Gramatica de la lengua castellana" di Elio Antonio de Nebrija, Pesaro, Nobili, 1990.
- Retorica e traduzione, Rimini, Università degli Studi di Urbino, 1996.
- (ES)  Prolegómenos a una teoría general de las figuras, Murcia, Universidad de Murcia, 2000. ISBN 84-8371-187-7.
- La ragione retorica. Sette studi, Rimini, Guaraldi, 2004. ISBN 88-8049-296-9.
- Manuale di traduzione. Teorie e figure professionali (con Ubaldo Stecconi), Roma, Carocci, 2007. ISBN 978-88-430-3968-5.
- (EN)  Translating with Computer Assisted Technology: Changes in Research, Teaching, Evaluation, and Practice, con Steve Berneking, New York, 2007.
- Che cos'è la linguistica cognitiva (con Roberta Fabbri), Roma, Carocci, 2008. ISBN 978-88-430-4716-1.
- Dizionario di retorica, con Matteo Damiani, Covilhã, Livros LabCom, 2010. ISBN 978-989-654-035-7.
- “Translation”, in Andrea Rocci, Louis de Saussure (Rds.) Verbal Communication, Berlin/Boston, De Gruyter 2016: 413-428.
- Con gli occhi dell'altro. Tradurre. Milano, Jaca Book 2020. ISBN 978-88-16-41632-1.
- Traduzioni in cerca di un originale. La Bibbia e i suoi traduttori, Milano, Jaca Book, 2021.

### Curatele
- Traduzione e riscrittura (atti dell'omonimo convegno internazionale tenuto a Misano Adriatico il 17-19 settembre 1992), Rimini, Koiné, 1993.
- (EN)  Translation and Rewriting, Rimini, Koiné, 1994.
- (EN)  Translating Divine Truth – The Translation of Religious Texts, Rimini, Koiné, 1996.
- (EN)  Similarity and difference in translation (atti dell'International conference on similarity and translation tenuta alla Bible House di New York il 31 maggio e 1º giugno 2001; con Robert Hodgson Junior), Rimini, Guaraldi, 2004. ISBN 88-8049-228-4.[1] 2ª ed.: Roma, Edizioni di storia e letteratura, 2007. ISBN 978-88-8498-374-9 (il testo è parzialmente consultabile anche su Google Libri).
- (EN)  Metaphors, Roma, Edizioni di storia e letteratura, 2007. ISBN 978-88-8498-377-0.
- Le giornate della traduzione letteraria (interventi presentati alle edizioni dal 2003 al 2007 degli omonimi convegni all'Università degli Studi di Urbino; con Ilide Carmignani), Roma, Iacobelli, 2008.
- Le giornate della traduzione letteraria. Nuovi contributi (interventi presentati alle edizioni 2008 e 2009 degli omonimi convegni all'Università degli Studi di Urbino; con Ilide Carmignani), Roma, Iacobelli, 2010.
- (EN)  Paradoxes, Roma, Edizioni di storia e letteratura, 2011. ISBN 978-88-6372-309-0.
- Giornate della traduzione letteraria 2010-2011 (interventi presentati alle edizioni 2010 e 2011 degli omonimi convegni all'Università degli Studi di Urbino; con Ilide Carmignani), Roma, Voland, 2012. ISBN 978-88-6243-131-6.

### Traduzioni
- José María Álvarez (a cura di), L'età dell'oro. Antologia di sedici poeti dell'antica Cartagena, Pesaro, Flaminia, 1982.
- Giovanni della Croce, Cantico spirituale, Roma, Città nuova, 2008. ISBN 978-88-311-7107-6.